# Ріхвара із Зуалафельдгау
Ріхвара із Зуалафельдгау (Ріхарда; бл. 945/950 — 8 липня 994) — маркграфиня Австрії з 976 по 994 рік, дружина першого маркграфа Австрії з династії Бабенбергів Леопольда I.

## Біографія
Походження Ріхвари точно не встановлено: можливо вона була донькою франконського графа Зуалафельдгау Ернста IV або Еццоненського графа Еренфріда II. Можливо вона була родичкою Адальбера, герцога Каринтії.
Невідомо, коли саме Ріхвара із Зуалафельдгау одружилася з Леопольдом I.
Імператор Оттон II призначив Леопольда на посаду маркграфа Австрії 21 липня 976 після зміщення попереднього маркграфа Східної марки — Бурхарда.
Згідно з кількома некрологами Ріхвара померла в той самий день, коли її чоловік загинув на турнірі у Вюрцбургу.

## Родина
У Ріхвари та Леопольда, було декілька дітей:
- - Генріх I (помер 1018), маркграф Австрії (з 994)
  - Ернст I (помер 1015), герцог Швабії (з 1012)
  - Адальберт (помер 1055), маркграф Австрії (з 1018)
  - Поппо (помер 1047), архієпископ Тріра (з 1016)
  - Луітпольд (помер 1059), архієпископ Майнцу (з 1051)
  - Кунігунда
  - Кристіна, монахиня у Трірі
  - Гемма, одружена з Ратпото, графом Діссену
  - Юдіта